# Mill Bay (Alaska)
Mill Bay ist ein nordöstlicher Vorort von Kodiak und ein census-designated place (CDP) im Kodiak Island Borough in Alaska. Das U.S. Census Bureau ermittelte bei der Volkszählung 2020 eine Einwohnerzahl von 4216.

## Geographie
Mill Bay liegt an der namengebenden Bucht an der Ostküste von Kodiak Island. Das CDP-Gebiet grenzt im Südwesten an die „City of Kodiak“.

## Geschichte
An der namengebenden Bucht gab es ursprünglich eine russische Getreidemühle, wie von Gerald FitzGerald vom U.S. Geological Survey (USGS) im Jahr 1933 gemeldet. An der Landspitze „Miller Point“ wurde 1969 der 74 ha große Fort Abercrombie State Historical Park eingerichtet. Dort befinden sich Überreste einer Festung aus dem Zweiten Weltkrieg. Heute ist das Gebiet von Mill Bay Teil des urbanen Areals von Kodiak. Mill Bay wurde beim Zensus 2020 erstmals als ein „census-designated place“ aufgeführt.

## Demografie
Zum Zeitpunkt der Volkszählung im Jahre 2020 (U.S. Census 2020) hatte Mill Bay 4216 Einwohner auf einer Landfläche von 8,92 km². Diese lebten in 1387 Haushalten. Von den Einwohnern waren 2501 Weiße, 9 afrikanisch-amerikanischer Abstammung, 568 Indigene sowie 420 Asiaten. Beim Zensus im Jahr 2000 wurden 27 Einwohner gezählt, 2010 waren es 37.